# Zilvervissen
De zilvervissen of bramen (Bramidae) zijn een familie van vissen, niet te verwarren met de zilvervisjes, die behoren tot de insecten.
Zilvervissen zijn ovale, meestal wat zijdelings samengedrukte vissen met een hoog lichaam en sterke, niet loslatende gekielde en ruwe schubben en een sterk ontwikkelde borstvin. De familie bestaat uit 18 soorten. Ze komen voor in diepe zeeën en oceanen in niet al te koud water en leven pelagisch, dat is: niet langs de kusten maar op hoge zee.

## Geslachten
- Brama Bloch & Schneider, 1801
- Collybus
- Eumegistus Jordan & Jordan, 1922
- Pteraclis Gronow, 1772
- Pterycombus Fries, 1837
- Taractes Lowe, 1843
- Taractichthys Mead & Maul, 1958
- Xenobrama Yatsu & Nakamura, 1989

## Noordzee
De volgende soorten worden soms in de Noordzee aangetroffen:
- Braam - Brama brama (Bonaterre 1788)
- Hoogvinbraam - Taractes asper (Lowe 1843)
- Zilverbraam - Pterycombes brama Fries, 1837